# Librepensamiento

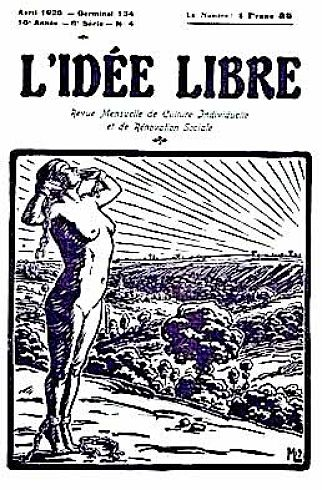
Portada de abril de 1926 de la revista L'Idee libre, influenciada por ideas liberales.

El librepensamiento o pensamiento libre sostiene que las posiciones referentes a la verdad deben formarse sobre la base de la lógica, la razón y el empirismo en lugar de la autoridad, la tradición, la revelación o algún dogma en particular. Cualquier juicio así constituido debe llamarse «librepensamiento» y quienes lo formulan son «librepensadores», personas que constituyen sus opiniones y certezas sobre un análisis imparcial de hechos y son dueñas de sus propias decisiones, independientemente de la imposición dogmática de cualquier institución, religión, tradición, tendencia política o cualquier movimiento activista que busque imponer su punto de vista ideológico o cosmovisión filosófica.

## Historia
Se considera precursores o antecesores del librepensamiento al descreído poeta y matemático iraní medieval Omar Jayam, autor de Rubaiyat, y al médico y escritor francés François Rabelais (siglo XVI), quien en la utópica Abadía de Thelema de su Gargantúa defendió el lema «haz lo que quieras». El hito histórico más importante para los librepensadores fue, sin embargo, la quema del filósofo italiano Giordano Bruno por la Inquisición de Roma el año 1600.
El vocablo se usó primero en Inglaterra a fines del siglo XVII, para denotar a quienes estaban contra instituciones eclesiásticas, la creencia literal en la Biblia y su interferencia en las consideraciones científicas, y se documenta por primera vez en 1697 por el naturalista William Molyneux (1656–1698) en una carta ampliamente divulgada dirigida a John Locke (1632-1704), pero solo se hizo general cuando se publicó después el Discourse of Freethinking (1713) de Anthony Collins (1676-1729).

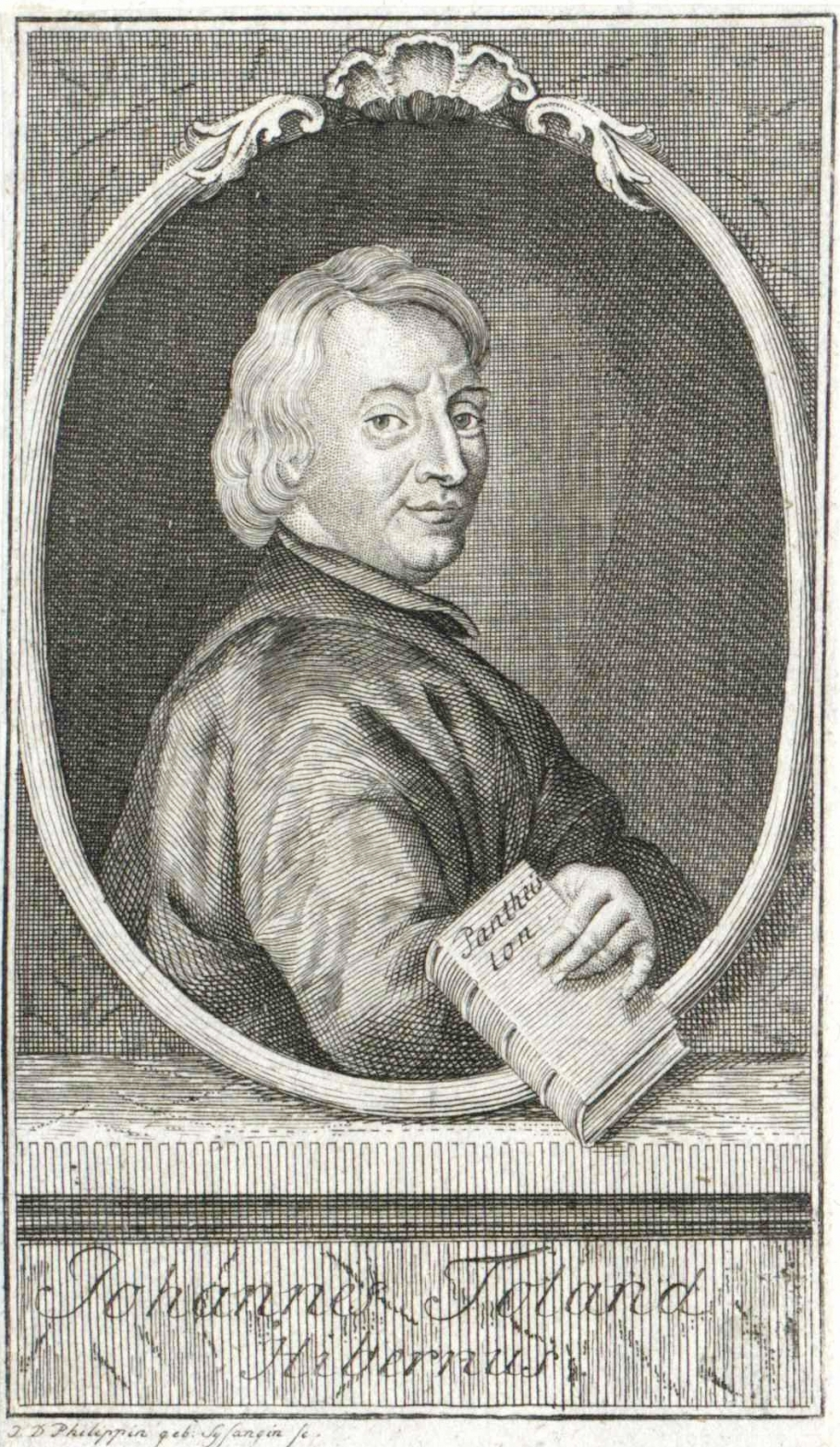
El librepensador deísta John Toland.

El término se aplicó entonces específicamente al grupo de escritores deístas e ilustrados, los freethinkers, formado por él mismo, el teólogo Thomas Woolston (1668–1733), el historiador y traductor Nicolas Tindal (1687–1774), el teólogo John Toland (1670–1722) y otros ilustrados de habla anglosajona. Desde entonces anduvo parte del camino paralelamente o asociado a doctrinas afines, como la masónica, de la que sin embargo rechaza sus ritualismo y jerarquía. En Francia se divulgó a través de la publicación en 1765 del artículo Liberté de penser («Libertad de pensar») en L'Encyclopédie de Denis Diderot (1713-1784) y Jean le Rond d'Alembert (1717-1783). Uno de sus mejores colaboradores, Voltaire (1694-1778), hizo además de este supuesto uno de los ejes de su pensamiento y su literatura. Desde entonces el concepto de freethought se divulgó por toda Europa y América.
Anthony Collins definió el librepensamiento como un intento de juzgar una proposición según el peso de la evidencia; pero su libro fue interpretado como un ataque a los principios fundamentales del cristianismo. Desde ese día, el vocablo librepensador quedó asociado popularmente al escepticismo, el descreimiento, falta de fe o infidelidad e incluso al ateísmo, aunque el librepensador actual no rechaza necesariamente el cristianismo, sino más bien intenta entenderlo.
El término se usó generalmente para definir a los numerosos filósofos franceses ilustrados del siglo XVII y actualmente se asocia la palabra librepensamiento a los términos escepticismo y laicismo. Sin embargo, una definición precisa hay que buscarla en el origen histórico del pensamiento revolucionario que dio origen a movimientos como el Renacimiento, el Humanismo, la Reforma, la Ilustración y la Revolución francesa. Pero con el surgimiento de nuevas ideas filosóficas también se fueron desarrollando nuevas y diferentes maneras de manejar el concepto de librepensador. En 1875, el poeta simbolista Louis Ménard escribió su Catéchisme religieux des Libres-penseurs.
El término librepensamiento a partir de la Ilustración define una actitud filosófica consistente en rechazar todo dogmatismo, religioso o de cualquier otra clase, y confiar en la razón para distinguir lo verdadero de lo falso en un clima de tolerancia y diálogo; el padre Feijoo, librepensador dentro del ortodoxo dogma católico cristiano, si tal cosa es posible, prefirió denominarse "ciudadano libre de la república de las letras". En su ensayo La ética de las convicciones, el matemático británico del siglo XIX y filósofo William Kingdon Clifford (1845-1879) escribió: «Es un error siempre, en todas partes, y para cualquier persona, creer cualquier cosa con insuficiencia de pruebas». Clifford dio un fuerte impulso al movimiento promoviendo el Congreso de librepensadores celebrado en 1878 y en años sucesivos y se puede decir que en la segunda mitad del siglo XIX fue un movimiento muy pujante, aunque minoritario.

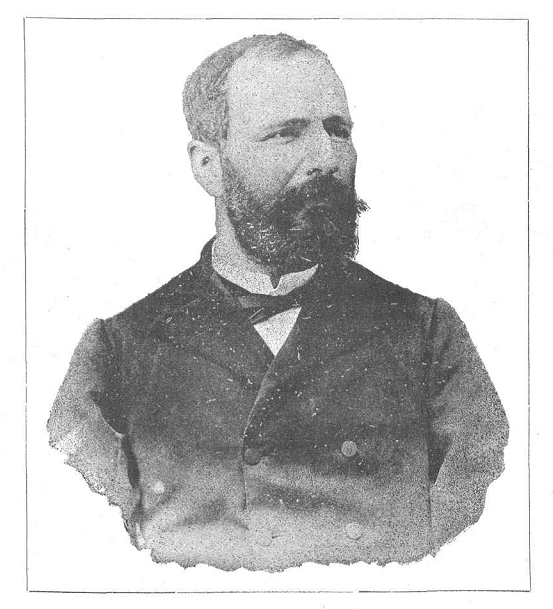
Fernando Lozano Montes, «Demófilo», en la revista Don Quijote, octubre de 1892. Lozano creó la publicación más importante de tendencia librepensadora en España, Las Dominicales del Libre Pensamiento.

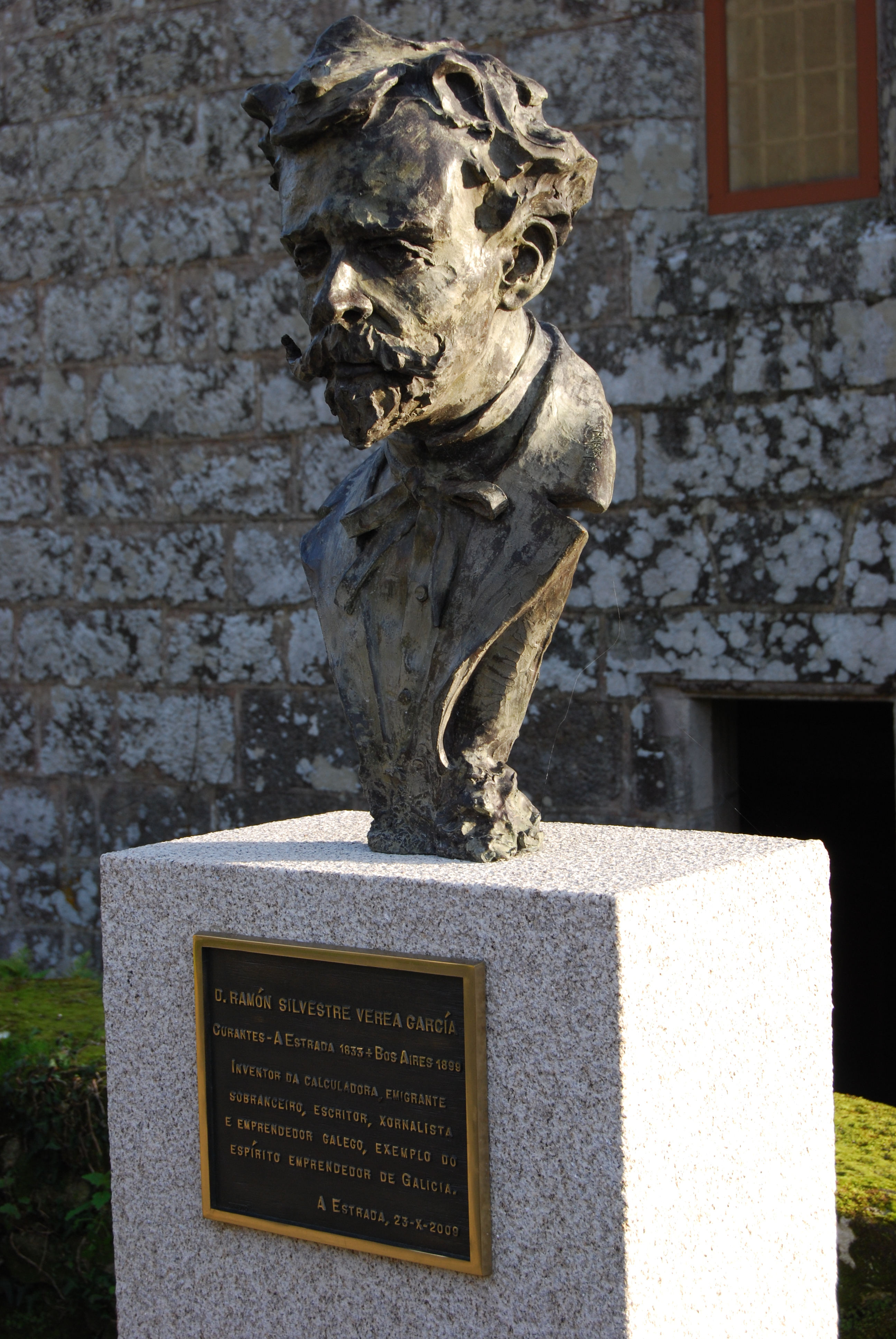
Busto en su lugar natal con la efigie de Ramón Verea tomada de un grabado de su libro Contra el altar y el trono, 1890.

Fuera de España, el tecnólogo, escritor y periodista gallego Ramón Verea (1833-1899), un auténtico librepensador, creó, patentó y fue galardonado por los dos prototipos de la primera calculadora mecánica que, aparte de las demás operaciones, lograba multiplicar velozmente, y publicó en español en Nueva York, en su propia imprenta ("El Polígloto") provista de la recién inventada linotipia, adaptada a la lengua española, el periódico El Cronista y la revista El Progreso (1884), con suscriptores en treinta países, y un fundamental Contra el altar y el trono (1890) que recogía sus artículos de libre pensamiento y traducía ensayos iusnaturalistas de Thomas Paine, Robert Ingersoll y H. W. Beecher. En España, el librepensamiento se difundió principalmente a través del semanario decimonónico Las Dominicales del Libre Pensamiento (1883-1909), editado por Fernando Lozano Montes (1844-1935), y Ramón Chíes (1846-1893), y perseguido sin tregua por las autoridades religiosas y civiles. El propio Fernando Lozano, máxima autoridad del movimiento en España, y Chíes, fallecido poco después, organizaron en 1892, año del cuarto centenario del Descubrimiento de América, un magno Congreso Universal de Libre-Pensadores. En 1902 se constituyó la Federación Internacional de Librepensadores en España, Portugal y América ibera en el Congreso de Ginebra (14-18 de septiembre de 1902), donde se acordó promover un monumento a Miguel Servet. Más o menos asociados al Krausismo y a la Institución Libre de Enseñanza, otros destacados intelectuales españoles se agregaron al movimiento, como Francisco Ferrer Guardia, Antonio Rodríguez García-Vao y Rosario de Acuña. También hay que mencionar al posterior escritor Augusto Vivero.
En Alemania, se formó en Fráncfort en 1881 la Liga de Librepensadores Alemanes (Deutscher Freidenkerbunden) presidida por Ludwig Büchner (1824-1899), hermano del famoso dramaturgo Georg Büchner, agrupando a diversos ateos y agnósticos. En 1892 se formaron el Freidenker-Gesellschaft y en 1906 el Deutscher Monistenbund y desarrollaron una Jugendweihe (literalmente, «Consagración de la Juventud»), una ceremonia laica atea. La Unión de Cremación de Librepensadores se fundó en 1905 en polémica con los religiosos que creían en la resurrección de los cuerpos, así como la Unión Central del Proletariado Alemán Librepensador en 1908; ambos grupos se fusionaron en 1927, convirtiéndose en la Asociación Alemana de Librepensadores (1930). Grupos de librepensadores socialistas europeos formaron la Internacional de Proletarios Librepensadores (IPF) en 1925. Agitadores de esta sociedad promovían desafiliarse a las iglesias y secularizar las escuelas primarias; de 1919 a 21 y de 1930 a 1932 más de 2,5 millones de alemanes, en su mayoría partidarios de parte de los partidos socialdemócratas y comunistas, renunciaron a pertenecer a iglesia alguna.
En Suiza, con la introducción de impuestos eclesiásticos cantonales en la década de 1870, los anticlericales comenzaron a organizarse. Hacia 1870 se fundó en Zúrich un "club de librepensadores". Durante el debate sobre la ley eclesiástica de Zúrich en 1883, el profesor Friedrich Salomon Vögelin y el concejal Kunz propusieron separar la Iglesia y el Estado.
El movimiento de Libre Pensamiento se organizó por primera vez en los Estados Unidos como la "Asociación de Prensa Libre" (Free Press Association) en 1827 en defensa de George Houston, editor de The Correspondent, una de las primeras revistas de crítica bíblica en una época en la que las condenas por blasfemia todavía eran posibles. Houston había ayudado a fundar una comunidad owenita en Haverstraw, Nueva York, en 1826-1827. El efímero Correspondent fue reemplazado por el Free Enquirer, el órgano oficial de la comunidad New Harmony de Robert Owen en Indiana, editado por Robert Dale Owen y Fanny Wright entre 1828 y 1832 en Nueva York. Durante este tiempo, Robert Dale Owen buscó introducir el escepticismo filosófico del movimiento de Libre Pensamiento en el Partido de los Trabajadores de la ciudad de Nueva York. Las celebraciones cívicas anuales del Free Enquirer del cumpleaños de Paine después de 1825 finalmente se fusionaron en 1836 en la primera organización nacional de librepensadores, la "Sociedad Filosófica y Moral de los Estados Unidos para la Difusión General del Conocimiento Útil". Fue fundada el 1 de agosto de 1836 en una convención nacional en el Lyceum de Saratoga Springs con Isaac S. Smith de Buffalo, Nueva York, como presidente. Smith también fue candidato a gobernador de Nueva York por el Partido de Igualdad de Derechos de 1836 y también había sido candidato del Partido de los Trabajadores a vicegobernador de Nueva York en 1830. La Sociedad Moral y Filosófica publicó The Beacon, editado por Gilbert Vale.
El librepensamiento decimonónico se considera heredero de la Ilustración dieciochesca; rechaza en su mayor parte la religión, considerándola un tipo de superstición, y los dogmas y fenómenos sobrenaturales, de los cuales descree y a los que somete a una crítica implacable. Para el librepensamiento (también denominado durante el siglo XIX libre examen o examen libre), ninguna ortodoxia mayoritaria presupone necesariamente la verdad. Por este rechazo del dogma, entre los librepensadores se encuentran ateos, agnósticos, deístas racionalistas y libertarios; pero también investigadores de la religión como hecho empírico y universal cuya existencia no puede ser negada sin negar al hombre mismo.
El librepensamiento es la base filosófica para el reconocido movimiento del humanismo secular. También es la base pedagógico-filosófica para la escuela racionalista.

## Características
Entre los librepensadores, para que una noción se considere verdadera debe ser comprobable, verificable y lógica. Muchos librepensadores tienden a ser humanistas, que basan la moralidad en las necesidades humanas y encontrarían significado en la compasión humana, el progreso social, el arte, la felicidad personal, el amor y la promoción del conocimiento. Generalmente, a los librepensadores les gusta pensar por sí mismos, tienden a ser escépticos, respetan el pensamiento crítico y la razón, permanecen abiertos a nuevos conceptos y, en ocasiones, están orgullosos de su propia individualidad. Determinarían la verdad por sí mismos, basándose en el conocimiento que adquieran, las respuestas que reciban, las experiencias que tengan y el equilibrio que así adquieran. Los librepensadores rechazan la conformidad por el simple hecho de conformarse, por lo que crean sus propias creencias considerando la forma en que funciona el mundo que los rodea y poseerían la integridad intelectual y el coraje para pensar fuera de las normas aceptadas, lo que puede llevarlos o no a creer en algún mayor poder.

## Librepensamiento y ciencia

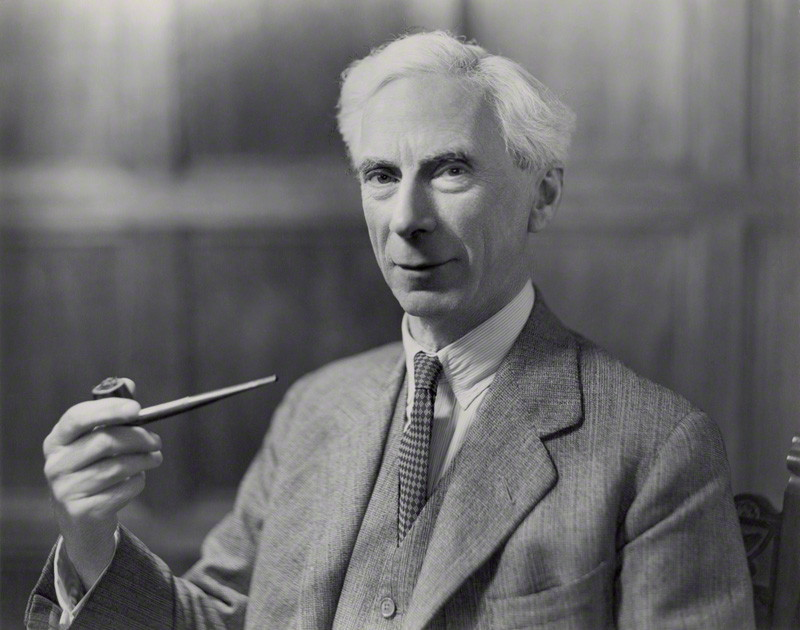
Bertrand Russell en 1936.

El librepensamiento está comprometido fuertemente con el uso de la investigación científica y la lógica para la libranza del error. Por medio del hipercriticismo escéptico intenta zafarse de sesgos cognitivos que limiten el intelecto: las creencias populares (terraplanismo, antivacunación, creacionismo...), los prejuicios culturales, el chauvinismo, el etnocentrismo o el sectarismo. Por eso la ciencia y más exactamente el método científico guía al librepensamiento por su naturaleza racional e imparcial. La ciencia moderna está basada en la obtención y verificación del conocimiento, a diferencia de la ciencia clásica que estaba basada en la mera recolección y organización de conocimiento, de ahí que el librepensamiento se identifique con el criticismo del método científico. Las actuales asociaciones humanistas son impulsoras del pensamiento científico y rechazan doctrinas como el creacionismo.
Es error común pensar que el librepensamiento trata todas las ideas por igual; el librepensamiento utiliza a la ciencia y la lógica para discriminar qué ideas son falaces. El filósofo Bertrand Russell en su ensayo El valor del librepensamiento (1957), escribió:

Lo que hace a un librepensador no son sus creencias, sino la manera como las sostiene. Si él las mantiene porque sus viejos maestros le dijeron que eran ciertas cuando él era joven o si las mantiene porque si no sería infeliz, su pensamiento no es de ninguna manera libre; pero si los mantiene porque, tras cuidadosa reflexión, se encuentra con un balance de pruebas a favor, su pensamiento es libre, por extrañas que sus conclusiones puedan parecer.

## El contrario de religión
Según Paulo Bitencourt, autor del libro Liberto de la religión. El inestimable placer de ser un librepensador:

El libre pensamiento es el opuesto del pensamiento dogmático. Luego, nada puede ser más incompatible con el libre pensamiento que creencias religiosas, pues en nada hay más dogmatismo que en la religión. [...] Solo librepensadores son personas verdaderamente racionales. Su escepticismo no las deja ser seducidas por ninguna ideología. No creyendo en cosa alguna desprovista de evidencias, librepensadores son inmunes también a todo y cualquier tipo de superstición.

Librepensadores, [son] personas que no huyen de la realidad y no son guiadas por supersticiones, sino por la razón, pues es ella que genera la lucidez productora de ideas coherentes y sensatas.